# 南青山商品研究所
南青山商品研究所（みなみあおやましょうひんけんきゅうじょ）は、毎週月曜22時～24時にニコニコ生放送で放送されていたインターネットラジオ番組。
2006年1月23日から放送を開始し、2014年3月22日の第388回放送をもってレギュラー放送としては最終回を迎えた。
第388回以降は特番として放送が予定おり、2014年8月25日には3時間SP「ちちもちタイム」、2015年2月4日には緊急放送（第392回・3号日高東京マラソン密着取材のため）が放送された。
2018年5月4日にはニコニコ生放送からツイキャスに場所移し、第399回(特別回を含む)を放送した。

## 番組概要
構成作家集団CAMEYOの放送作家と、その友人であるクイズ作家たちが繰り広げるトーク番組。番組名に反して「商品研究」などを行うことはほとんどなく、番組内容のほとんどはいわゆる「バカ話」「フリートーク」。スタジオの映像も同時に配信しており、送られてきたFAXの紹介やカップめんの紹介（今週のカップめん）などを紹介している。番組トレードマークは「もに」。
当初はインターネットラジオ局FM南青山内の番組であったため、南青山商品研究所と名乗ってはいるが、2010年3月にFM南青山が閉鎖され、FM南青山閉鎖後はCAMEYOの新オフィスがある麻布十番よりニコニコ生放送のサービスを利用して放送している。このため、放送内容は翌週月曜までの一週間、ニコニコ生放送のタイムシフト視聴機能を使って聴くことができる（詳しくはニコニコ生放送参照）。
略称は番組タイトルの単語から抜き出した「南商研（なんしょうけん）」で、こちらの略称のほうがメジャーとなっている。
トーク内容は、クイズやモノマネなど昭和のテレビ・芸能に関する話題や、下ネタなどが大きなウェイトを占める。30代パーソナリティによる同世代トークではあるが、内容が深くマニアックなところまで掘り下げられるため、同世代のリスナーからも「話題についていけない」という声がしばしば上がる。
年末には、公開録音が新宿ロフトプラスワンで行われる。会場が確保できなかった2011年を除き、ほぼ毎年行われている。
公開録音の部2時間の後、トイレ休憩を挟んで非公開の部（通称、裏南商研）が2時間あることが恒例であり、非公開の部では、放送内で話題になった出来事のVTRやモノマネ大会など趣向を凝らした内容になっている。
その後開かれる2次会ではリスナー同士の交流に加え、研究員も参加するので、リスナーと研究員の交流の場となっている。

## コーナー

### フリートーク
厳密にはコーナーではないが、南商研の大部分を占める。厳密にテーマが決められた場合はテーマメールの募集が行われるが、テーマが決められない場合はリスナーが自由にメールを送っている。

### キーワードクイズ
番組内で不定期に発表されるキーワードを全て集め、リスナーがメールに書いて送信する。正解のキーワードを一番早く送信したリスナーには、ノベルティが送られる。なお、キーワードが全て発表されていない時点でメールを送信してもよい上に、キーワードクイズのみ一人何通送信しても良い。

### 今週のカップめん
毎週カップ麺を用意し、紹介して食べるコーナー。第102回放送より点数をつけるようになった。2010年10月以降、事実上休止となっている。

### 日永田麻衣のてんてこまい
第64回放送からスタート。開始時は1号と日永田麻衣が送る箱番組という扱いで、日永田麻衣もこのコーナーのみの出演となっていた。しかしリスナーからの提案により、日永田麻衣がコーナーだけでなく番組全体へ参加するようになり、逆に1号と日永田麻衣以外もこのコーナーに参加することとなった。
当初は「萌えの探求」をコンセプトに、リスナーから萌えシチュエーション＋セリフを募集し生で演じるコーナーをメインとしていたが、コーナーが進むに連れて多様化していった。

### 3号日高の爆笑ヒットパレード
第160回放送からスタート。リスナーから替え歌などを募集して3号が読む「ネタメール」コーナーである。ネタの出来具合によってポイントがつけられ、100ポイント達成で3号の自宅へ招待という扱いだった。

### アーカイブ大喜利
お題を出した翌週、結果を発表する一般的な大喜利コーナー。結果発表後は次週のお題が発表され、これを繰り返す。優秀者にはノベルティが送られる。生放送の聞けないリスナーにもノベルティ獲得チャンスを、という名目で始まった。

### 南商研ダービー
アーカイブ大喜利終了後から行われたコーナー。パーソナリティが回答に序列のあるクイズを出題し、翌週に各序列にそれぞれ何人が集まったかを発表。もっとも序列の初めに近く、且つ選択したのが一人だけだったリスナーが正解となるクイズ。正解者にはノベルティが送られる。

### 南商研ダービー2
南商研ダービー終了後から行われたコーナー。「『あ』で始まる楽しいこと」といったお題に対して回答。翌週にパーソナリティが優秀作を選び、選ばれたリスナーにはノベルティが送られる。

## 特別企画

### 南商研W杯
不定期で開催される、放送1回分をぶち抜いて行われる企画。「ごはんに合うおかず」などのテーマに沿ってリスナーから応募されたものを研究員が実際に審査し、ステップラダー方式で優勝を決めるというもの。

### 南商研早慶戦
2号藤本が早稲田大学出身、3号日高が慶応大学中退ということで行われた企画。二人が様々なミニゲームを行いそれぞれ勝敗を決め、最終的に多く勝った方が優勝というもの。

## 出演者

### 研究員
- 1号 矢野了平
- 2号 初代…細村、2代…藤本裕、3代…岡安(スタッフも兼ねる)
- 3号 初代…藤本（旧2号）、2代…日髙大介
- 4号 イテテガム食べお（3号と同時襲名）
- 5号 旧…野田、新…あー坊
- 日永田麻衣

※太字はレギュラー出演者。その他は不定期出演

### 認定研究員
- リスナーがノベルティを7つ集めると「認定研究員」に任命され、スタジオ出演権が与えられる[6]。
- 任命順に6号からナンバリングされ、2014年3月現在で50号まで誕生した。

### スタッフ
- 吉澤利雄（ミキサー担当）